# Serik Kazbekov
Serik Kazbekov (rusky: Серик Казбеков; * 12. ledna 1970 Almaty) je bývalý ukrajinský reprezentant ve sportovním lezení, vicemistr světa v lezení na rychlost.
Vystudoval státní ústav tělesné výchovy a sportu v Dněpropetrovsku. Se svou ženou a vicemistryní světa Natalijí Perlovou má dvě dcery, juniorskou mistryni světa Jevgenii Kazbekovu (* 1996) a Rafaelu (* 2008).. Serik, Natalia a Salavat Rachmetov také testovali výrobky českého výrobce horolezeckého vybavení Singing Rock.

## Výkony a ocenění
- 1995: přelezl na Krymu všechny skalní cesty
- 1996–2005: 10 nominací na mezinárodní prestižní závody Rock Master v italském Arcu ve třech disciplínách
- 1999: bouldering se stal disciplínou na světovém poháru, Serik získal stříbro v celkovém hodnocení, dosud jedinou ukrajinskou medaili v celkovém hodnocení v boulderingu na SP (do 2017)
- 2002: v Dnipru postavil boulderingovou halu
- 2010: aktivně se podílel na ochraně chráněné oblasti Red Stone (archeologická a geologické památka a oblíbená horolezecká oblast)
- 2013: otevřel v Dnipru největší ukrajinskou lezeckou stěnu La Scala, splňující normy pro mezinárodní závody
- mistr sportu Ukrajiny

### Závodní výsledky
| Arco Rock Master | Arco Rock Master | Arco Rock Master | Arco Rock Master | Arco Rock Master | Arco Rock Master | Arco Rock Master | Arco Rock Master | Arco Rock Master |
| Rok              | 1996             | 1999             | 2000             | 2001             | 2002             | 2003             | 2004             | 2005             |
| ---------------- | ---------------- | ---------------- | ---------------- | ---------------- | ---------------- | ---------------- | ---------------- | ---------------- |
| Obtížnost        | 8                | —                | 7                | 7                | 10               | —                | —                | —                |
| Rychlost         | —                | 17               | —                | —                | —                | —                | —                | —                |
| Bouldering       | —                | 10-11            | 12-16            | —                | —                | 2                | 6                | 5                |

| Mistrovství světa | Mistrovství světa | Mistrovství světa | Mistrovství světa | Mistrovství světa | Mistrovství světa | Mistrovství světa | Mistrovství světa | Mistrovství světa |
| Rok               | 1993              | 1995              | 1997              | 1999              | 2001              | 2003              | 2005              | 2007              |
| ----------------- | ----------------- | ----------------- | ----------------- | ----------------- | ----------------- | ----------------- | ----------------- | ----------------- |
| Obtížnost         | 29-31             | 13-14             | 35                | 39-40             | 10                | 24-25             | 7                 | —                 |
| Rychlost          | 2                 | —                 | —                 | —                 | —                 | —                 | —                 | —                 |
| Bouldering        | —                 | —                 | 21-22             | —                 | —                 | 6                 | 4                 | 47-49             |

| Světový pohár | Světový pohár | Světový pohár | Světový pohár | Světový pohár | Světový pohár | Světový pohár | Světový pohár | Světový pohár | Světový pohár    | Světový pohár    | Světový pohár | Světový pohár | Světový pohár | Světový pohár | Světový pohár | Světový pohár |
| Rok           | 1992          | 1993          | 1994          | 1995          | 1996          | 1997          | 1998          | 1999          | 2000             | 2001             | 2002          | 2003          | 2004          | 2005          | 2006          | 2007          |
| ------------- | ------------- | ------------- | ------------- | ------------- | ------------- | ------------- | ------------- | ------------- | ---------------- | ---------------- | ------------- | ------------- | ------------- | ------------- | ------------- | ------------- |
| Obtížnost     |               |               |               |               |               |               |               | 38-39         | 7                | 4                | 12            | 53-55         |               |               |               |               |
| jednotlivě*   |               |               |               |               |               |               |               |               | Bronzová medaile | Stříbrná medaile |               |               |               |               |               |               |
|               |               |               |               |               |               |               |               |               |                  |                  |               |               |               |               |               |               |
| Rychlost      |               |               |               |               |               |               |               | 19            | —                | —                | —             | —             |               |               |               |               |
| jednotlivě*   |               |               |               |               |               |               |               |               |                  |                  |               |               |               |               |               |               |
|               |               |               |               |               |               |               |               |               |                  |                  |               |               |               |               |               |               |
| Bouldering    |               |               |               |               |               |               |               | 2             | 13               | 32               | 6-7           | —             | x             | x             | x             | x             |
| jednotlivě*   |               |               |               |               |               |               |               | ,             | Stříbrná medaile |                  |               |               |               |               |               |               |
|               |               |               |               |               |               |               |               |               |                  |                  |               |               |               |               |               |               |
| Kombinace     |               |               |               |               |               |               |               | 4             | 3                | 2                | 2             | 3             |               |               |               |               |

* Pozn.: nalevo jsou poslední závody v roce

| Mistrovství Evropy | Mistrovství Evropy | Mistrovství Evropy | Mistrovství Evropy | Mistrovství Evropy |
| Rok                | 1998               | 2000               | 2002               | 2004               |
| ------------------ | ------------------ | ------------------ | ------------------ | ------------------ |
| Obtížnost          | 29                 | 7                  | 11                 | 29                 |
| Rychlost           | 18                 | —                  | —                  | —                  |
| Bouldering         | —                  | —                  | 4                  | 10                 |